# 灯籠流し

中国・湖南省の水灯籠

灯籠流し（とうろうながし、Water lantern）は、死者の魂を弔って灯籠（灯篭）を海や川に流す行事。とうろう流しや灯篭流しとも表記する。
灯籠流しは一説には中国で始まったと言われており、アジアの国々を中心に行われている行事である。中国の華南地方には「放活燈」と呼ばれる風習があり、東南アジアには「放水燈」と呼ばれる風習がある。

## 中国
中国の華南地方には中元（中元節）に「放活燈」と呼ばれる風習があった。
中元節には祖霊を迎えて供養を行い、再び祖霊を送り出す（送亡という）。この送亡の後に色紙で「蓮華燈」と呼ばれるものを作って、夜には灯をともして路傍に置いたり水面に浮かべる行事が「放活燈」である。
このような風習は雲南省だけでなく浙江省でもみられた。杭州では中元節だけでなく観音大士の誕生日とされる6月19日の前夜にも行われ、西湖では蓮華燈を湖面に浮かべる灯籠流しが行われた。

## 日本

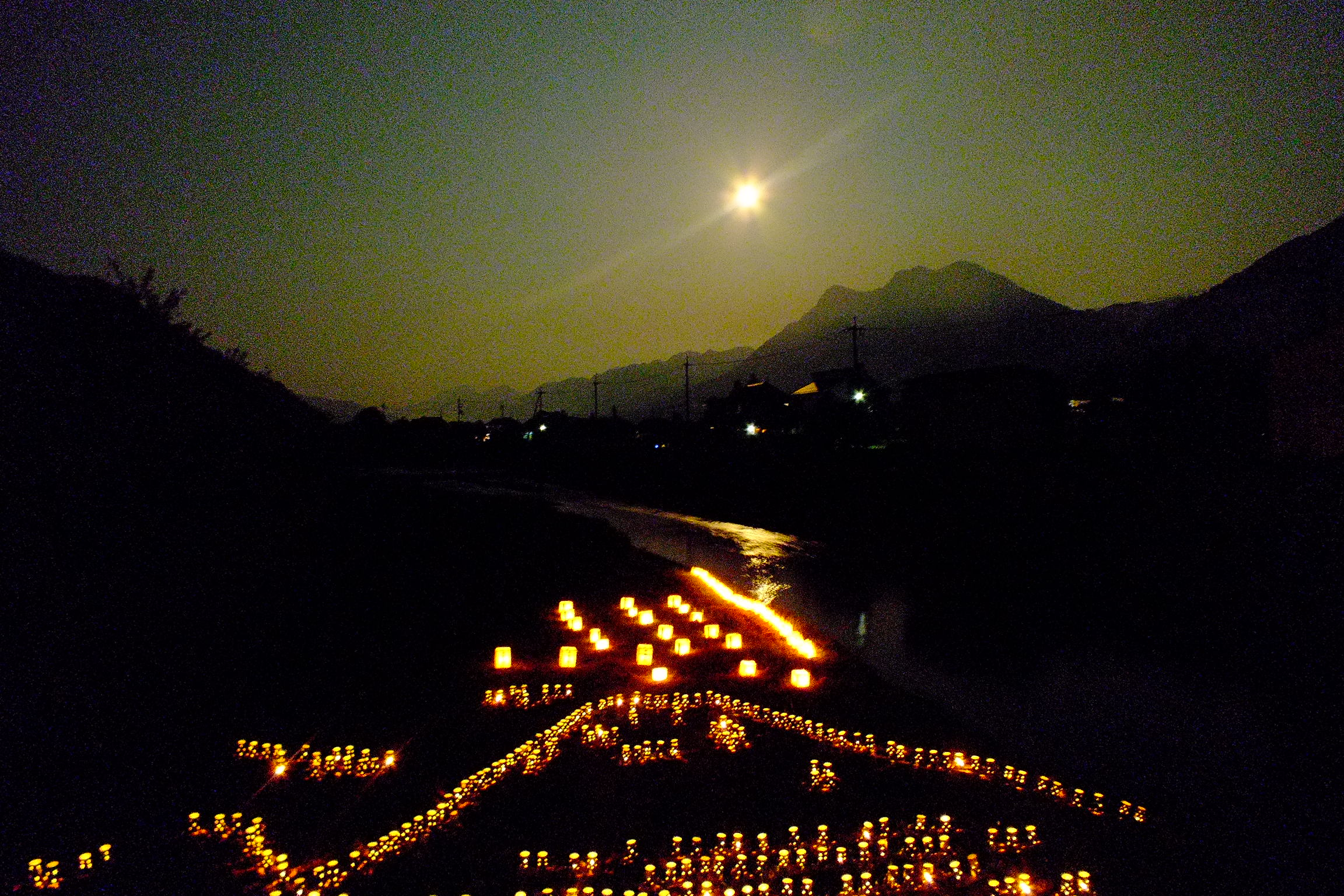
国領水無月祭り灯篭流し（兵庫県）

日本においては、一般的にはお盆の行事送り火の一種であり、夏祭りや花火大会などと合同で行われることが多い。しかしながら「お盆」時期についての解釈が地方によって異なることや、特別の追悼行事として行う場合もあり、日本全国で一斉に行われるわけではない。また、灯籠流しを行わない地域も多い。雛祭りの原型とされる流し雛の行事との類似性が指摘される。
広島や長崎のように戦死者の霊を弔う為に第二次世界大戦後に灯籠流しを始めた地域も多かったが、1970年代に入ると海や川の汚染が問題になり、灯籠をそのまま流すことを中止する地域も現れた。1972年には琵琶湖で中止になったほか、1973年には静岡市の巴川で中止となった。自治体が放流を禁じている例もあり、その場合は川の下流などで灯籠を回収したり、河川敷や海岸に集め回収することになる。しかし費用の問題から狭い範囲で実施することで回収を容易にしたり、回収せずにそのまま流したりする例もある。
2018年6月1日夜に、石川県金沢市の金沢百万石まつりの一環で行われた灯籠流しで、約1200個の灯籠を川に流したところ、密集した灯篭に火が燃え広がり、約600個の灯篭が燃える事態が発生した。消防によって10分後に消し止められ、けが人はいなかったという。

## 主な灯籠流し
- 日本国内

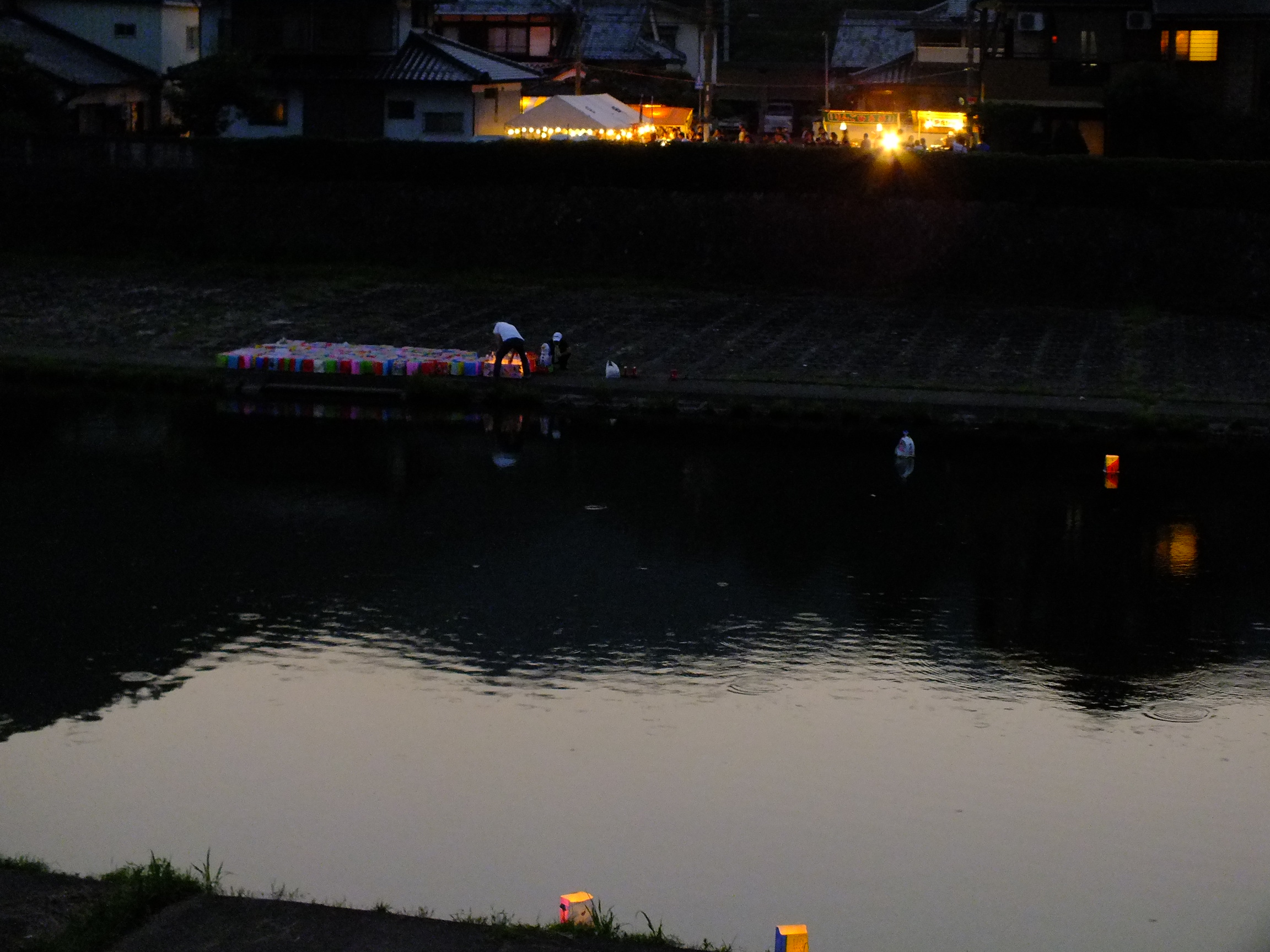
川裾祭りでの灯篭流し（兵庫県丹波市市島）。

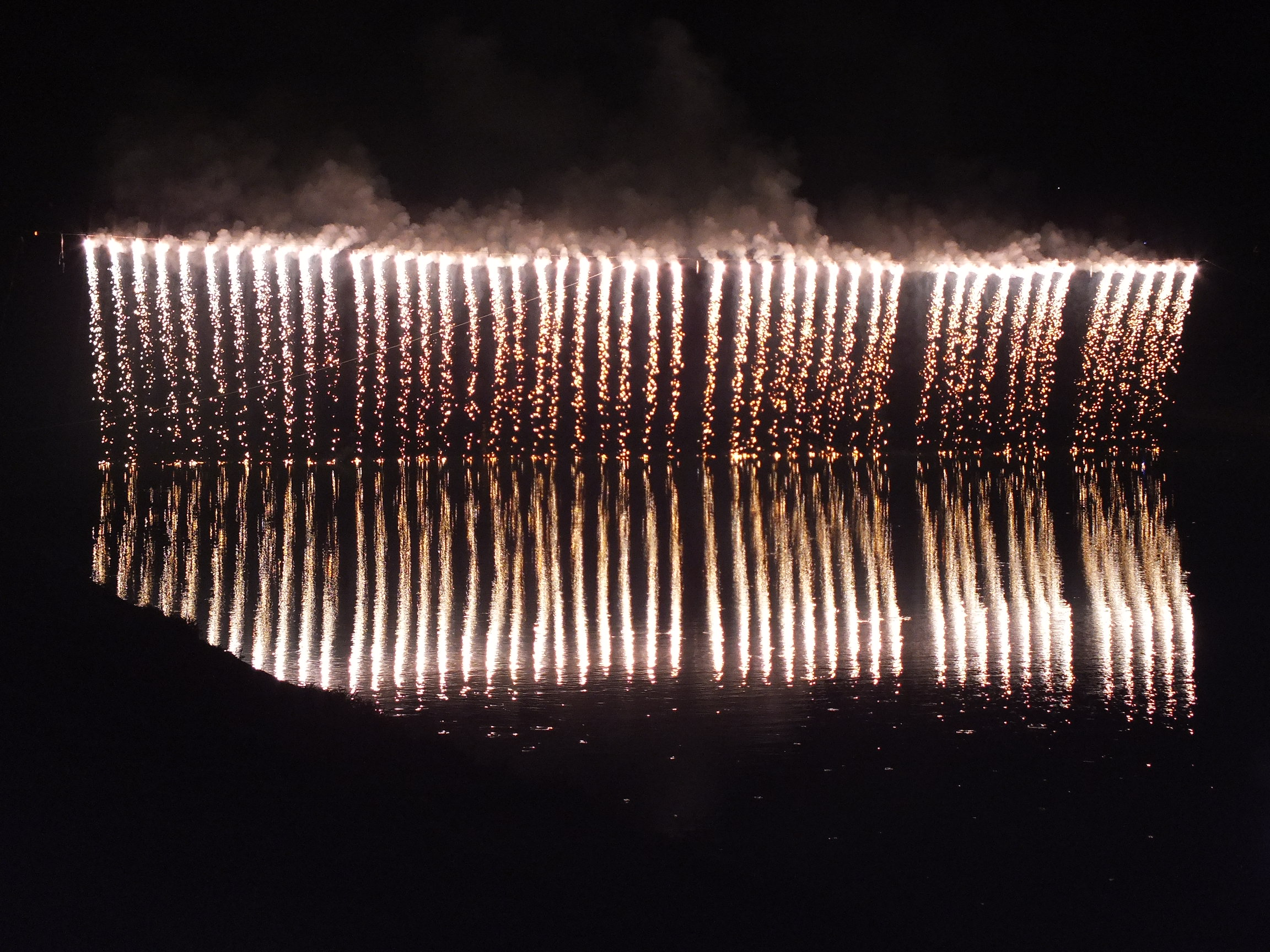
花火大会が同時に開催される場合が多い（市島川裾祭り）。

  - 福島とうろう流し花火大会（福島県福島市）
福島県庁両岸の阿武隈川で開催。福島市街地で最大規模の花火大会が同時に行われる。
  - 横浜大岡川灯籠流し（神奈川県横浜市）
大岡川で開催。
  - 渡良瀬川灯籠流し（栃木県足利市）
1950年から 渡良瀬川で毎年8月17日に開催。
  - 柿川灯籠流し（新潟県長岡市）
長岡空襲による戦災殉難者を慰霊するために、長岡青年会議所の主催で毎年8月1日に行なわれている。
  - 永平寺大燈籠ながし（福井県永平寺町）
九頭竜川で開催。日本夜景遺産に認定されている[5]。同時に花火大会も行われる。
  - 京都嵐山灯籠流し（京都府京都市）
桂川で開催（渡月橋東詰より）。8月16日に開催される五山送り火のうち「鳥居形松明」を見る事ができる。
  - 宮津灯籠流し花火大会（京都府宮津市）
宮津湾一帯。灯篭流し自体は江戸時代(17世紀)から行われているが、花火大会は大正13年からはじまった。宮津市内で最大規模の花火大会が同時に行われる。初盆の場合は紅白の灯籠以外にも精霊船を流す。
  - 川裾祭
福井県から兵庫県北部にかけての各地にみられ、神事になっている。滋賀県高島市、兵庫県丹波市（ 市島川裾祭り、竹田川の川祭り、元祖川裾祭り（氷上町本郷）、北御油川裾祭、成松川裾まつりなど）。近年は灯篭流しが省略される地域もある。
  - ピースメッセージとうろう流し（広島県広島市）
広島原爆被爆者を含めた戦災殉難者を慰霊するために、原爆ドーム対岸の元安川で開催。
  - 富士河口湖灯籠流し(山梨県河口湖町)　 　昭和56年より、真如苑の行事として行っていたものを2007年より、地元観光協会などから成る富士河口湖灯籠流し実行委員会にて行うようになった。 （真如苑は協賛扱いとなっている。） 灯籠は大石公園の河口湖沿岸より放たれ、真如苑声明衆による読経やオーケストラ演奏などの式典は真澄寺山梨別院にて行われる。 2023年より、BSフジが後援に加わり、『富士河口湖灯籠流し（＊）スペシャル』（＊には、開催年が表記される）という特別番組で式典（読経部分を除く）が全国生中継されている。　
  - その他、東京都台東区浅草、埼玉県熊谷市、福井県敦賀市など各地で開催されている。
- 日本国外
  - アラモアナビーチ（ハワイ）
真如苑の主催により、毎年のメモリアルデー（戦没者追悼記念日）に行われる。ハワイではこれ以外にも、ラハイナ浄土院など日系人の菩提寺による灯篭流しも行われている。
  - プージャー（インド）
ワーラーナシー（バラナシ）など河岸の聖地ではPuja（プージャー、サンスクリット語の供養より）という灯篭流しが毎晩行われる。木の葉や花で作った小船に、ろうそく、花を入れてガンジス川に流す。
  - ローイクラトン（タイ）（「ロイクラトーン」「ロイクラトン」「ローイカトン」とも）
毎年、タイの陰暦の12月の満月の日に行われる。
  - ブラジルレジストロ市
水難事故で亡くなった日本人を慰霊するために行った灯籠流しが土着化。11月2日の死者の日に死者の霊を慰めるために行われるようになった。2014年には2,500基以上の灯籠が流される規模となっている。

## 画像一覧

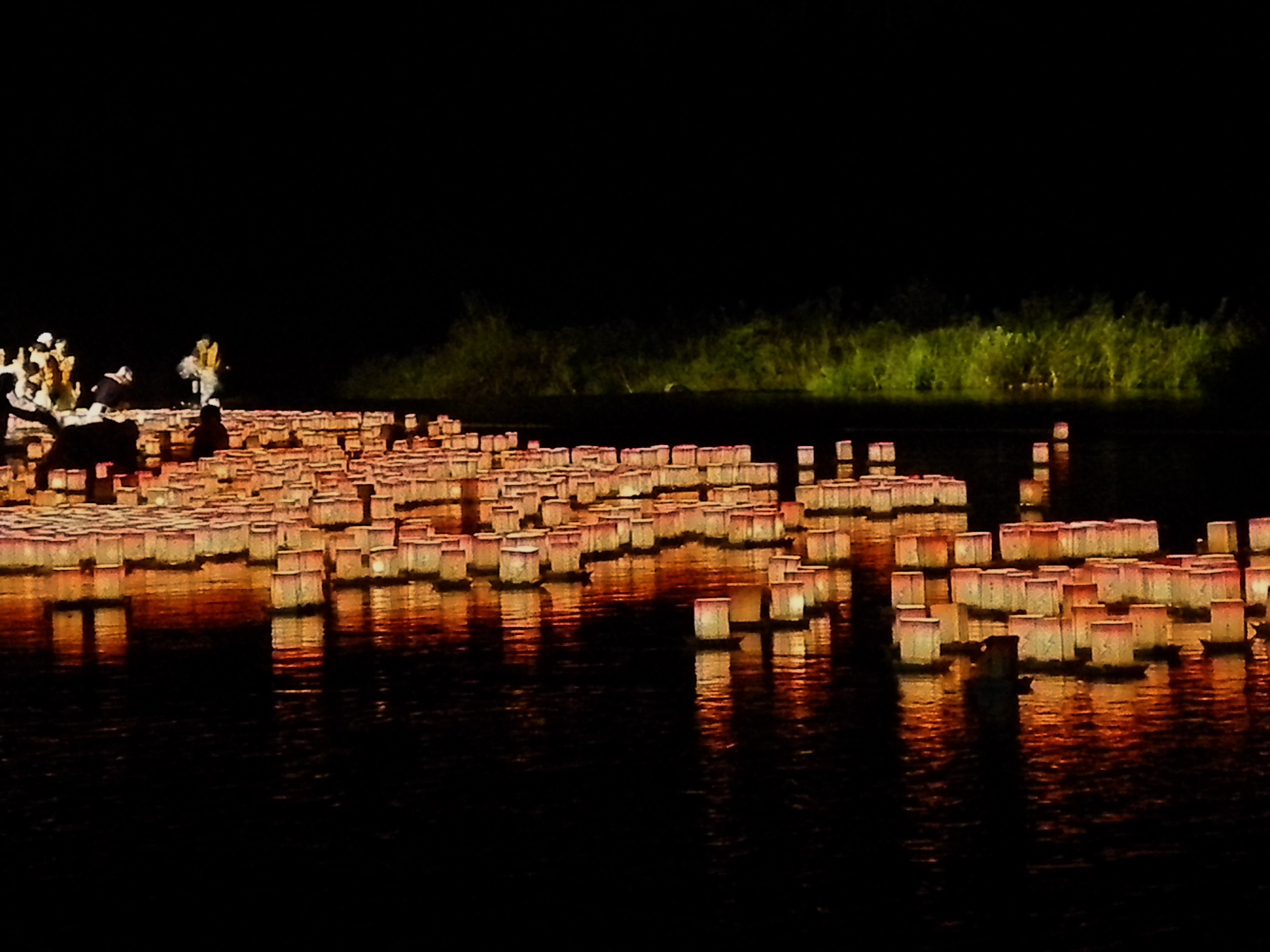
永平寺大燈籠ながし
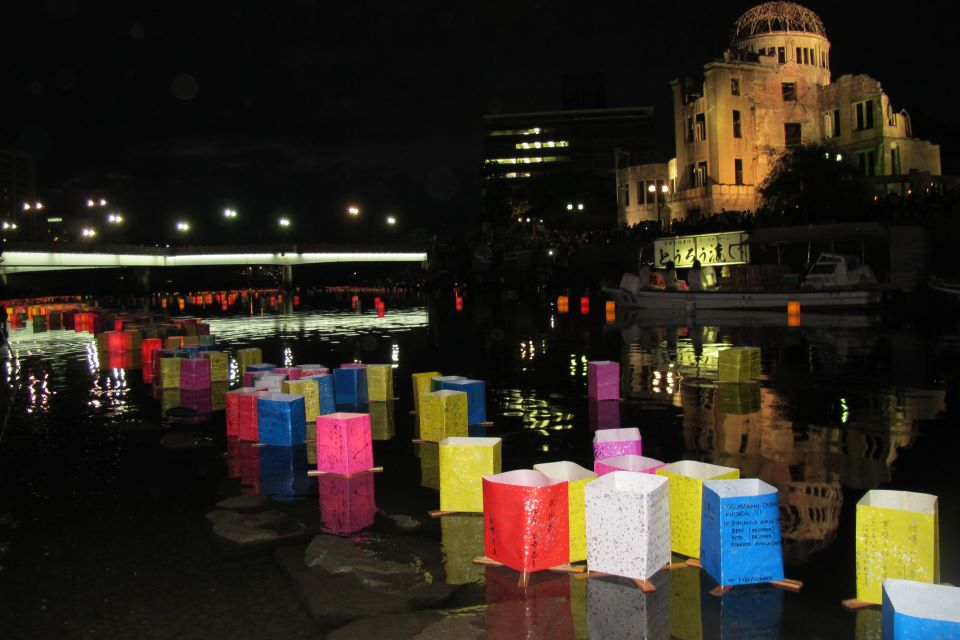
広島原爆被爆者慰霊灯篭流し
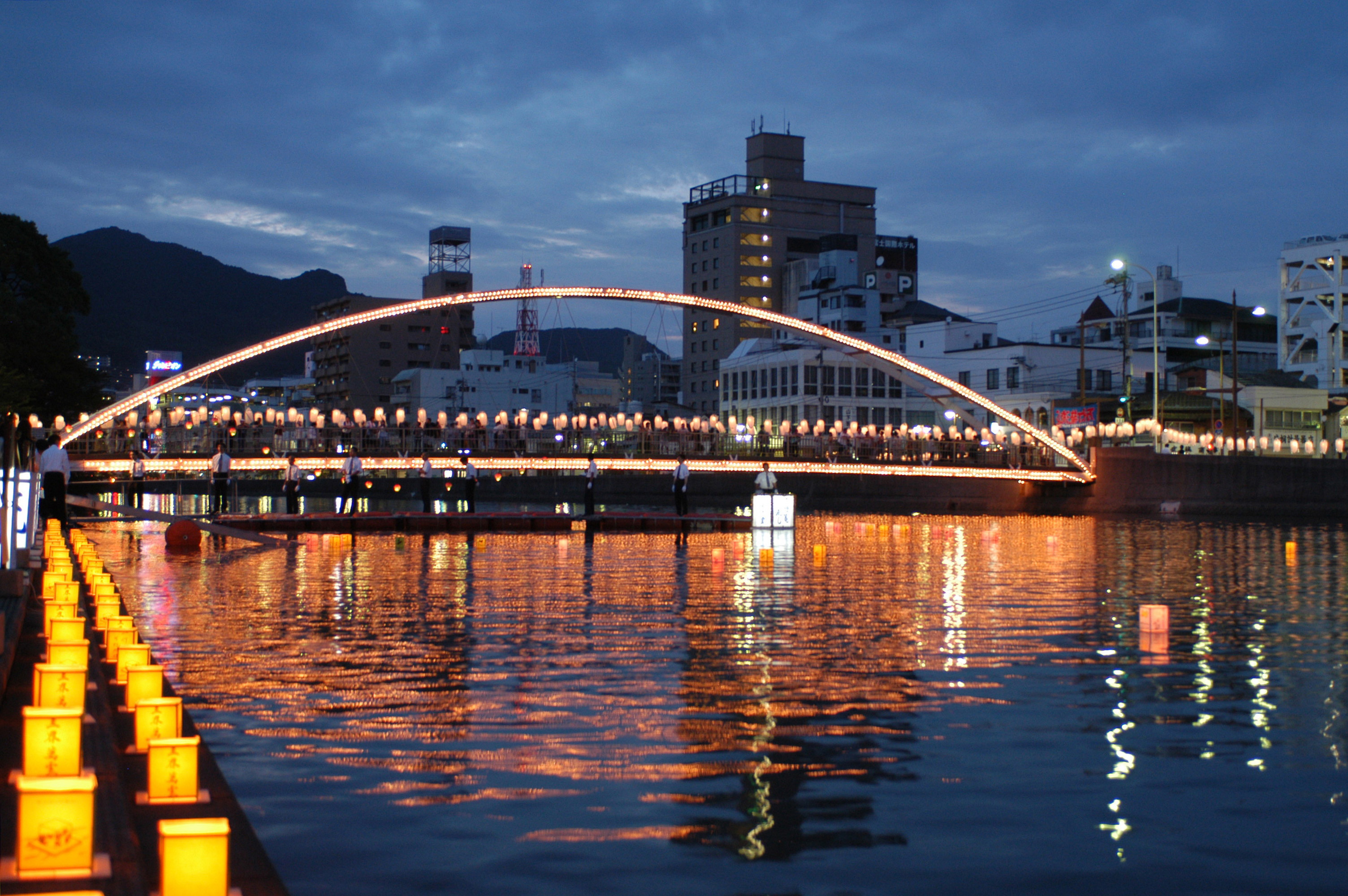
佐世保市の灯籠流し
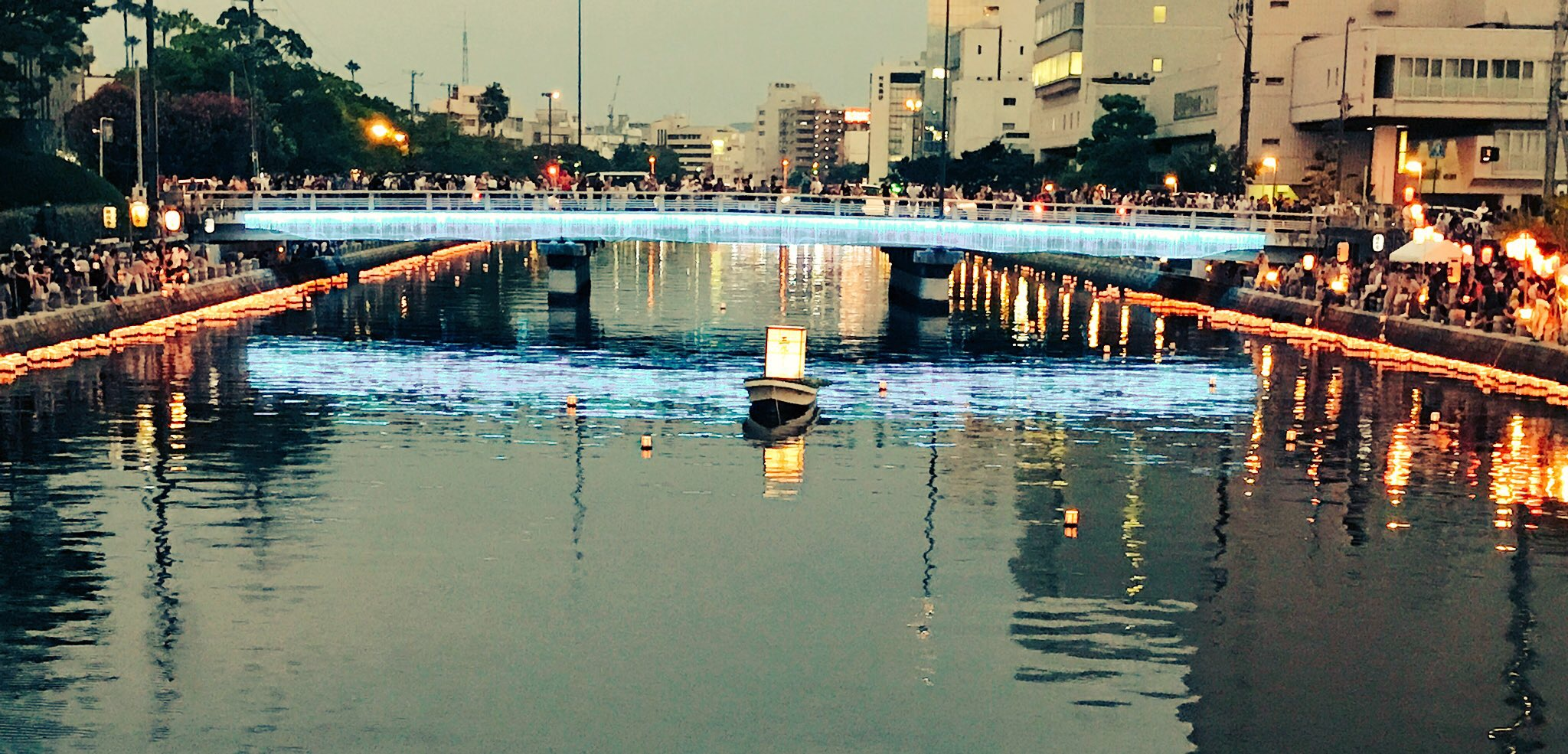
徳島市の新町川の灯籠流し
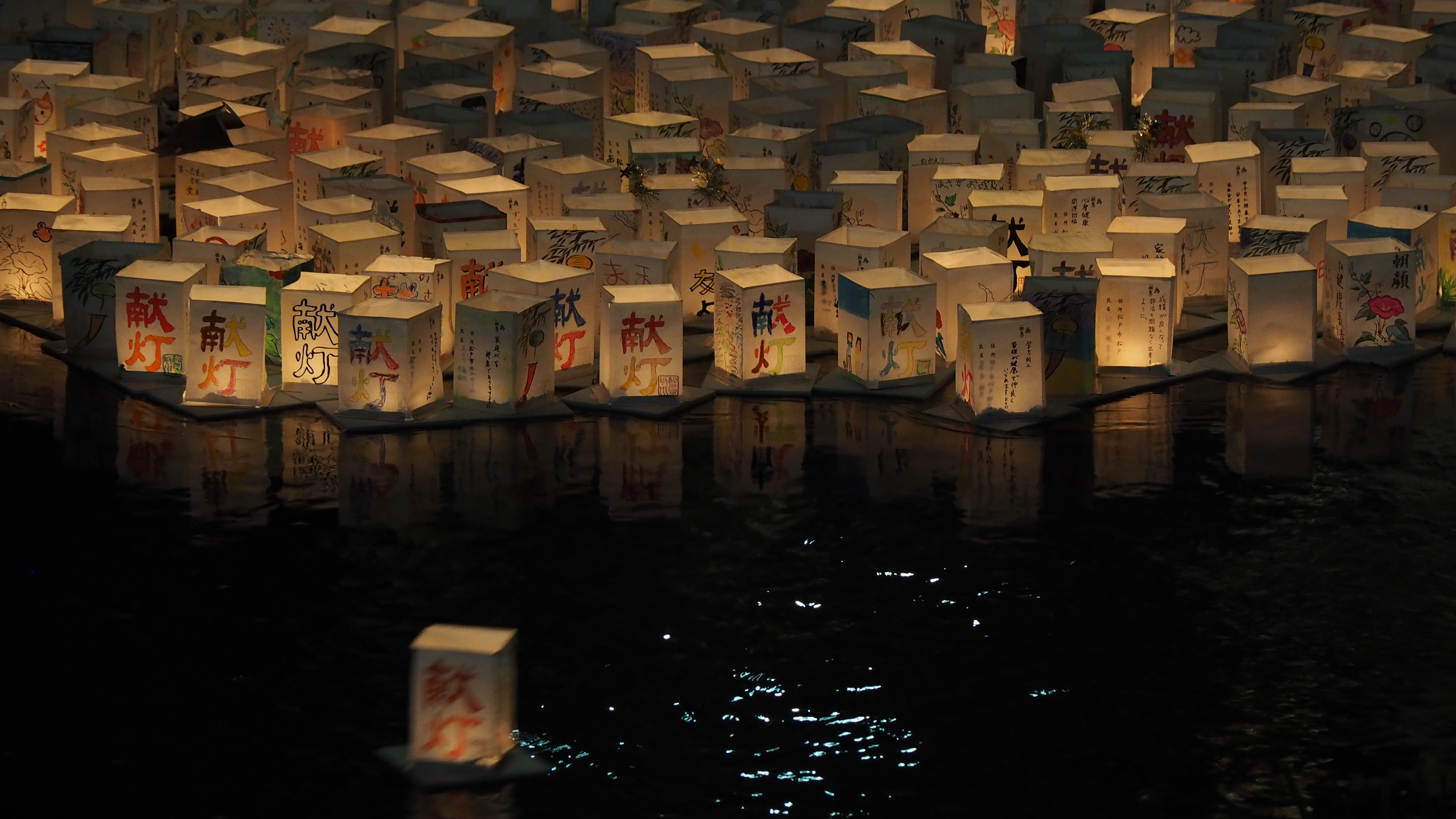
松戸市坂川献灯まつり
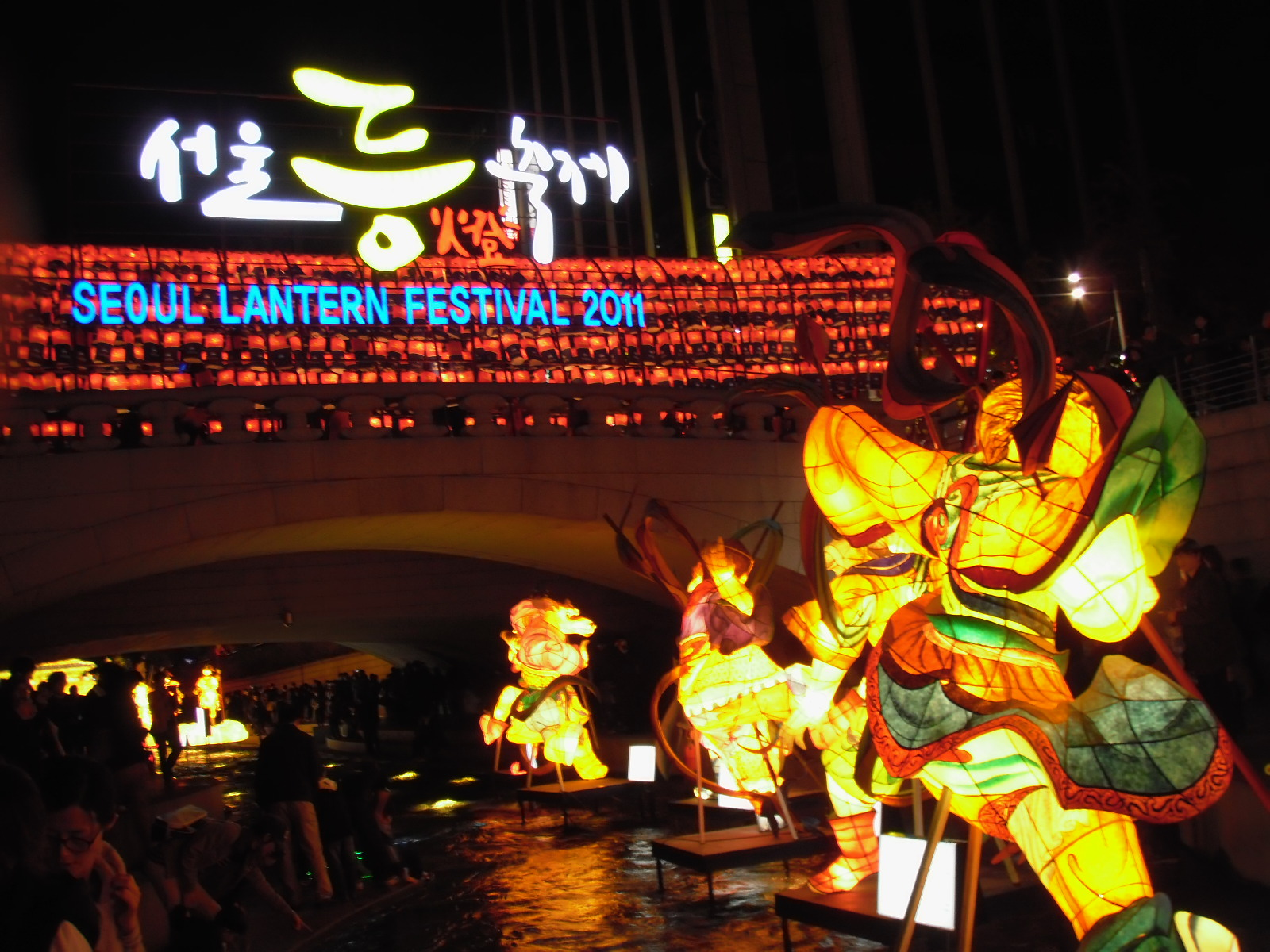
韓国、ソウル燃灯祭り（英語版）
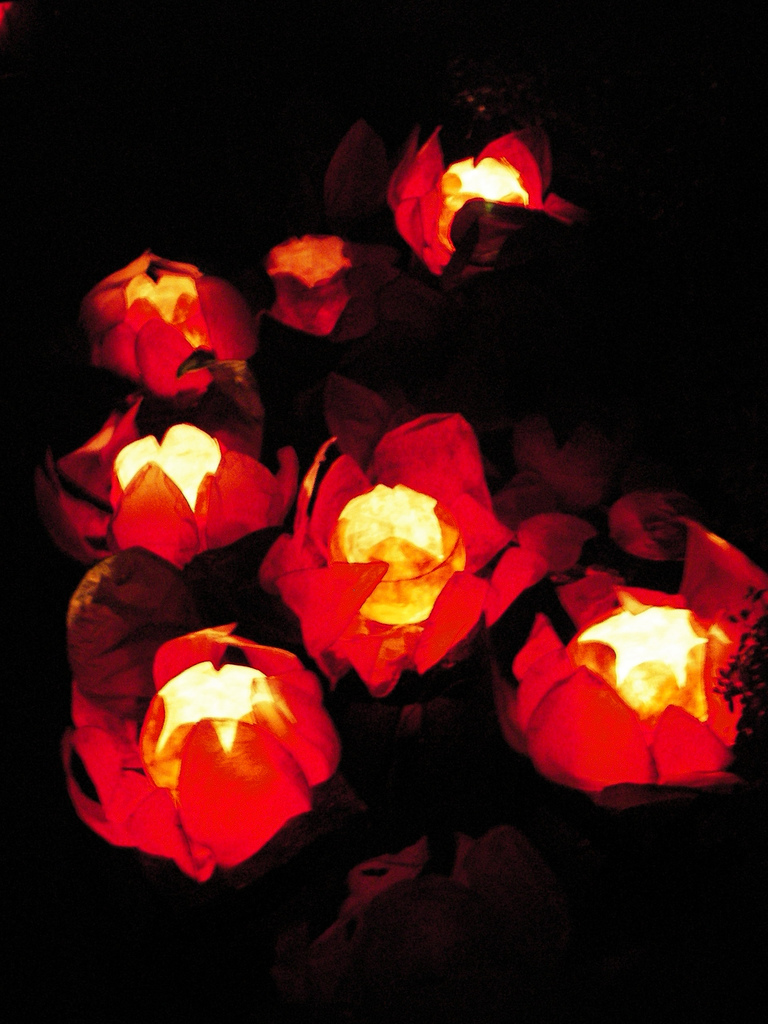
中国の蓮型の灯篭
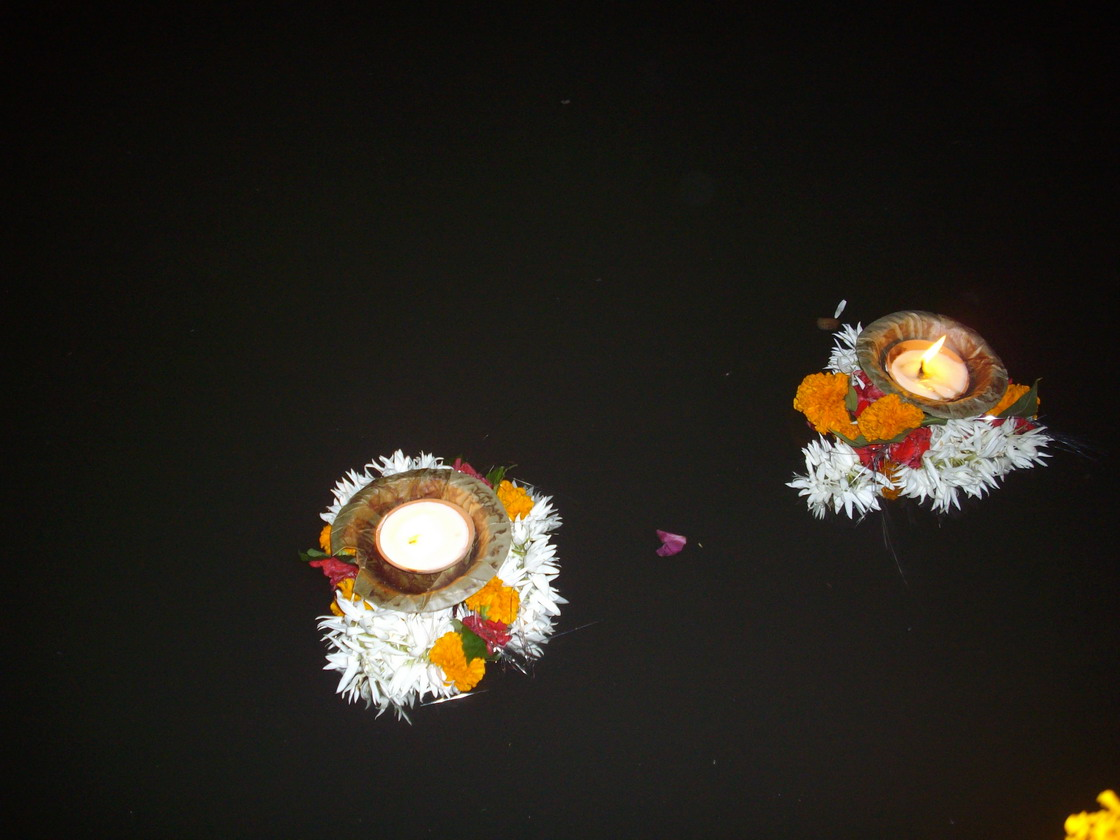
インドのディーワーリーでガンジス川に流される灯篭
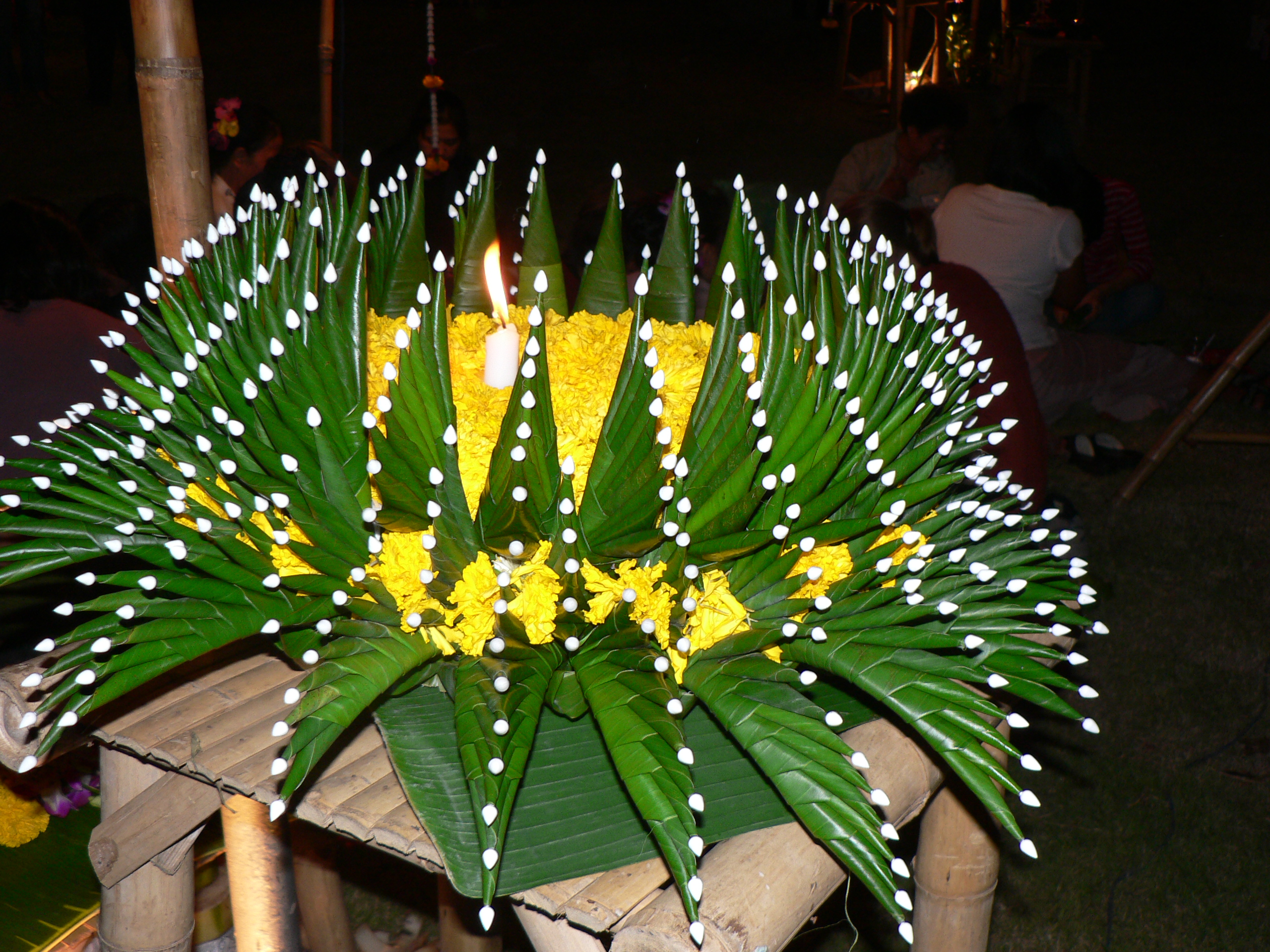
タイ王国のローイクラトンに流される灯篭

## 環境問題と対策
各国で環境への配慮が考えられ、数量制限、環境に配慮した素材、下流で回収が行われる。